# Калб Марвін
Калб Марвін (нар. 9 червня 1930 Нью-Йорк, США) — політолог та тележурналіст американських новинних агентств CBS та NBC News (США).

## Біографія
Навчався в Гарвардському університеті (магістр філософії).
Працював у Держдепартаменті США (політолог: радянологія).
Автор багатьох книг, зокрема, присвячених історії «Клінтон-Левінська».
Лауреат престижних журналістських премій США, у тому числі національного Прес-клубу.
М.Калб відвідував Україну.
Його мати народилася в Києві, батько — в Польщі. Брат, Бернард Калб, також журналіст (США).

## Публікації
- Putin won his war in Ukraine [Архівовано 8 вересня 2015 у Wayback Machine.]. — The Washington Post, 7.09.2015 // виклад змісту укр.: Путін виграв свою війну в Україні [Архівовано 11 вересня 2015 у Wayback Machine.]. — Українська правда, 9.09.2015